# Interstate 75 (Kentucky)
Cet article traite d'une section intra-État de l'autoroute. Pour l'article traitant de l’autoroute au complet, référez-vous à Interstate 75.
L'interstate 75 au Kentucky est un tronçon de l'interstate 75, une autoroute inter-États américaine traversant l'Est des États-Unis dans un axe nord-sud entre la Floride et le Canada, parcourant six États. Dans l'État du Kentucky, l'interstate 75 est l'une des deux seules autoroutes à traverser l'État du nord au sud (avec l'I-65, et bientôt l'I-69). L'autoroute traverse la partie centre-Est du Kentucky, passant à travers les monts Cumberland et leur plateau au sud de l'État, puis traverse une région plus valloneuse et à pâturages du nord-est du Kentucky, soit la région du Bluegrass. L'autoroute traverse la 2e plus grande ville de l'État, Lexington, et connecte à l'agglomération de Cincinnati au nord. Elle est d'une longueur de 308 kilomètres (192 miles) au Kentucky, entre les frontières du Tennessee et de l'Ohio,.

## Description du tracé

### Plateau des Monts Cumberland
La section de l'interstate 75 au Kentucky débute à la frontière avec le Tennessee, où la ville de Knoxville est rejointe 60 miles (97 km) au sud. Le territoire dans les environs est composé de plusieurs petites montagnes ou buttes, dans la partie appelée le plateau des monts Cumberland, sur la limite nord-ouest des Appalaches. L'interstate 75 traverse la région plutôt isolée dans un axe nord-sud, passant près des villes de Williamsburg, Corbin et London sur les 40 premiers miles dans l'État (65 premiers kilomètres). Entre les miles 40 et 70, elle descend l'escarpement nord-ouest des Appalaches, passant près de Mount Vernon. L'I-75 entre dès lors dans la vaste région à pâturages nommée le Bluegrass Region, couvrant une large portion du Nord-Est de l'État.

### Lexington et région du Bluegrass
Au mile 75, l'autoroute passe à l'ouest de Berea, et au mile 90, elle passe à l'ouest de Richmond. Le territoire devient alors plus urbanisé, à l'approche de Lexington, 2e ville en importance de l'État. Au mile 99, elle fait son entrée dans la ville, tout en demeurant à l'écart du centre-ville. Fait remarquable, aucune autoroute connectrice connecte l'I-75 au centre-ville, l'accès se faisant par le réseau local. 
À l'Est du centre-ville de Lexington, à la hauteur du mile 111, l'Interstate 64 se joint au parcours emprunté par l'interstate 75. L'I-64 connecte la région à la Virginie-Occidentale à l'Est et vers le Missouri à l'Ouest. Les deux autoroutes forment un chevauchement pour une distance de 7 miles, passant au nord-est du centre de Lexington. L'I-75 quitte le chevauchement au mile 118, en se dirigeant vers le Nord, quittant l'agglomération de Lexington.
Sur la poursuite de sa traversée de la région du Bluegrass, l'autoroute passe près des villes de Georgetown et Williamstown, aux miles 125 et 155 respectivement. La région devient alors plus forestière. Un autre chevauchement autoroutier est présent à partir du mile 171, alors que l'Interstate 71 se joint au parcours emprunté par l'I-75. En direction Sud-Ouest, l'Interstate 71 connecte Cincinnati à Louisville. Les autoroutes 71 et 75 forment alors le principal corridor nord-sud dans l'agglomération de Cincinnati, où elles entrent près du mile 175 de l'Interstate 75.

### Approche de Cincinnati
Le territoire devient de plus en plus urbanisé en se dirigeant vers le nord, notamment lors de la traversée des villes de Union et de Florence. Au mile 182, l'autoroute courbe vers le nord-est, et croise l'Interstate 275, autoroute de contournement de Cincinnati. Les interstates 71 et 75 poursuivent leur trajet vers le nord-est, traversant Fort Mitchell et Covington, où une forte descente est présente aux abords de la rivière Ohio. Au mile 191, l'autoroute emprunte le pont Brent Spence pour traverser la rivière Ohio, donnant accès à l'Ohio ainsi qu'au centre-ville de Cincinnati situé tout juste au Nord de la rivière. L'interstate 75 se poursuit ainsi vers le nord dans l'État de l'Ohio .

## Historique

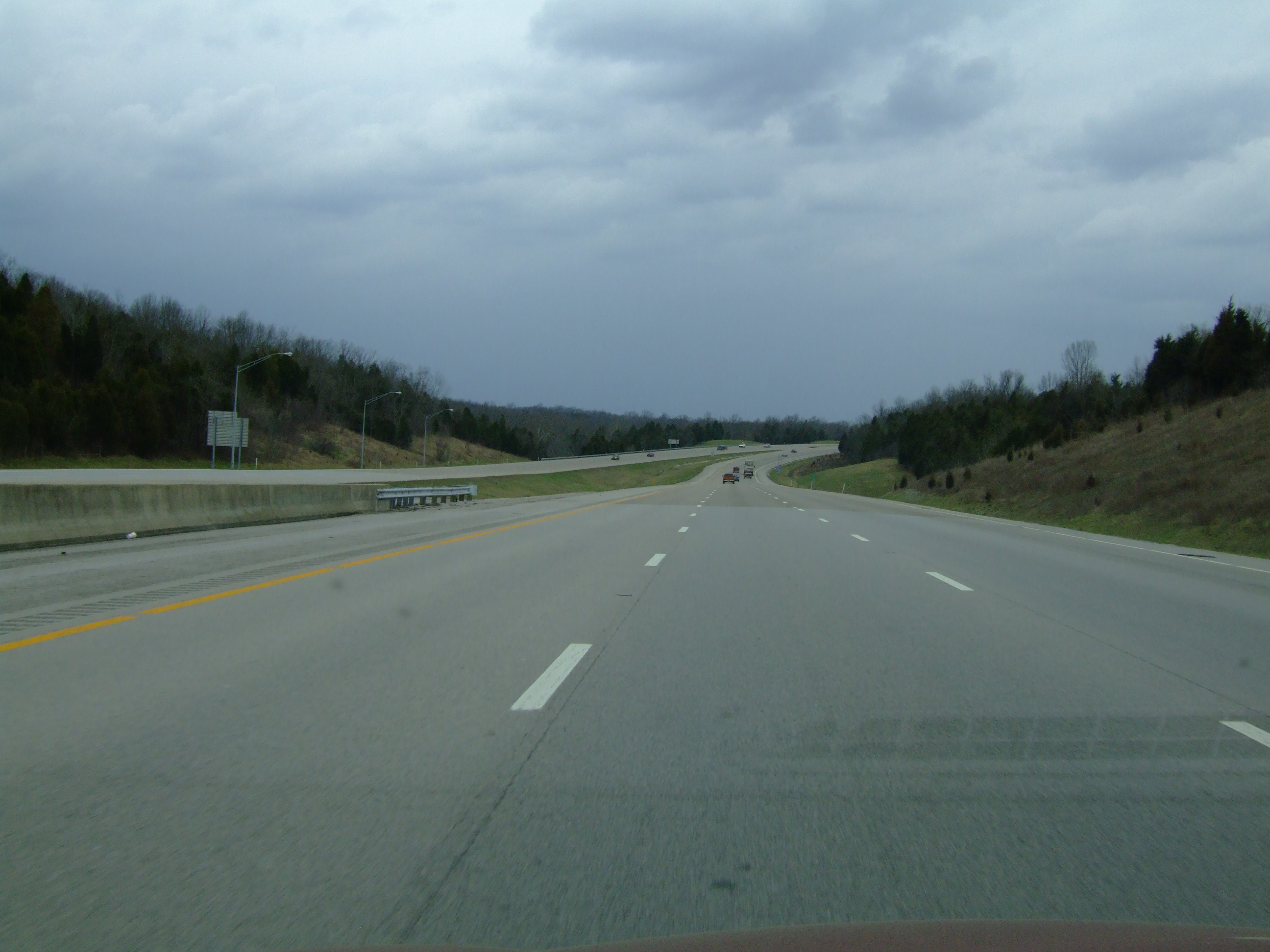
L'interstate 75 au nord de Lexington.

La portion de l'autoroute dans Covington traverse l'escarpement présent sur la rive sud de la rivière Ohio, une longue pente abrupte. Le tracé original de l'autoroute présentait une courbe trop serrée et une pente trop abrupte pour les standards autoroutiers américains. Cette section est reconnue pour son nombre élevé d'accidents, soit sept fois supérieur à un segment typique autoroutier du Kentucky, en 2006. Ces accidents, particulièrement en direction nord (en descente), surviennent en majorité en raison d'une combinaison de vitesse, de courbes, de mauvaises conditions routières, de congestion, et du temps supplémentaire requis pour les camionneurs de freiner. Cette section, surnommée « côte de la mort », a causé la mort de 23 personnes dans une série d'accidents entre 1962 et 1968. Dès lors, un mur en béton fut construit au centre pour séparer la circulation des deux chaussées. Les accidents mortels ont par la suite chuté, mais le nombre d'accidents demeura très élevé, et en 1977, cette section dénombra 583 accidents par année, soit plus d'un accident par jour en moyenne.
En 1986, un accident impliquant un camion lourd causa le décès d'un étudiant de l'Université du Nord du Kentucky, qui a brûlé dans son véhicule. La gouverneure de l'État a par la suite banni les camions lourds de circuler sur cette portion de l'autoroute, jusqu'en 1995, après que plusieurs rénovations et travaux d'aménagements et de reconfigurations ont eu lieu. Malgré tous ces efforts, même en 2007, cette même portion enregistra 272 incidents. Des radars de vitesse et plusieurs panneaux ont été installés pour tenter de contrôler et diminuer ce nombre élevé d'incidents.
La « côte de la mort » était planifiée et construite pour le passage de 80 000 véhicules par jour. Ce nombre était plutôt estimé à 155 000 en 2006. Le gouvernement du Kentucky prévoit de reconfigurer à nouveau l'entièreté de la section autoroutière, en amassant plus de $ 2 milliards USD, mais les travaux ne sont toujours pas prévus en date de 2022.

## Autoroute auxiliaire
Au Kentucky, l'interstate 75 ne possède qu'une seule autoroute auxiliaire :
- L'interstate 275 est une ceinture périphérique contournant entièrement l’agglomération de Cincinnati. Cette autoroute traverse trois États, soit le Kentucky, l'Ohio et l'Indiana.

## Aires de service
Au Kentucky, trois aires de service sont présentes aux abords de l'autoroute, soit au mile 82 au nord de Berea, au mile 129 au nord de Georgetown, et au mile 175 en direction nord seulement.

## Disposition des voies
Entre la frontière du Tennessee et le mile 33, l'I-75 est une autoroute typique à 4 voies (2-2). Près de Loudon, elle devient plus large, variant entre 6 et 8 voies (3-3 et 4-4), et redevient une autoroute à 4 voies (2-2) jusqu’aux environs du mile 60 à Mount Vernon. L'autoroute s'élargit par la suite à 6 voies (3-3), et ce, jusqu'au mile 172, à la jonction avec l'interstate 71. Cette longue section à 3 voies inclut le passage dans Lexington. Entre les miles 172 et 185, sur le chevauchement 71/75, elle est une autoroute large à 8 voies (4-4), transitant en une autoroute à 6 voies (3-3) jusqu’au mile 192, à la frontière avec l'Ohio. En direction sud, entre les miles 188 et 191, une voie supplémentaire est disponible pour aider le trafic lourd à monter une longue pente sans ralentir le trafic léger .

## Liste des échangeurs
| Liste des échangeurs de l'Interstate 75 au Kentucky        | Liste des échangeurs de l'Interstate 75 au Kentucky | Liste des échangeurs de l'Interstate 75 au Kentucky | Liste des échangeurs de l'Interstate 75 au Kentucky                                                           | Liste des échangeurs de l'Interstate 75 au Kentucky                                                           | Liste des échangeurs de l'Interstate 75 au Kentucky                                                                                         |
| Emplacement                                                | Mile                                                | km                                                  | # | Intersection/Destinations                                                                                     | Notes |
| ---------------------------------------------------------- | --------------------------------------------------- | --------------------------------------------------- | --- | --- | --- |
| Frontière Kentucky-Tennessee                               | 0,00                                                | 0,00                                                | I-75 sud – Knoxville (TN)                                                                                     | I-75 sud – Knoxville (TN)                                                                                     | Extrémité sud de l'interstate 75 au Kentucky; Poursuite vers le sud au Tennessee; Aucune sortie pour 11 miles (18 km)                       |
| Williamsburg                                               | 10,55                                               | 16,98                                               | 11 | KY-92, vers US-25W – Monticello, Williamsburg, Pineville, Whitley City                                        | Accès à l'Université of the Cumberlands |
| Williamsburg                                               | 15,46                                               | 24,87                                               | 15 | US-25W – Williamsburg, Gold Bug                                                                               | |
| Corbin                                                     | 24,67                                               | 39,70                                               | 25 | US-25W (Cumberland Falls Hwy.) – Honeybee, Woodbine, Corbin                                                   | |
| North Corbin                                               | 28,85                                               | 46,43                                               | 29 | Vers US-25, US-25E et US-25W – North Corbin, Corbin, Barbourville, Middlesboro                                | |
| London                                                     | 38,19                                               | 61,45                                               | 38 | KY-192, vers Hal Rogers Pkwy. – London, Hazard                                                                | |
| London                                                     | 40,71                                               | 65,51                                               | 41 | KY-80 (Hal Rogers Pkwy.) – London, Hazard, Somerset, Glasgow                                                  | |
| East Bernstadt                                             | 49,13                                               | 79,07                                               | 49 | KY-909, vers US-25 (Wilderness Road Heritage Hwy.) – Livingston                                               | |
| Mount Vernon                                               | 58,97                                               | 94,90                                               | 59 | US-25, vers US-150 – Mount Vernon, Livingston, Brodhead                                                       | |
| Mount Vernon                                               | 62,01                                               | 99,80                                               | 62 | US-25, vers KY-461 (Richmond St.) – Mount Vernon, Renfro Valley, Conway                                       | Aucune sortie pour 14 miles (23 km) |
| Berea                                                      | 75,52                                               | 121,53                                              | 76 | KY-21 (E. Cehstnut St., W. Paint Lick Rd.), Vers US-25W – Berea, Paint Lick                                   | |
| Berea                                                      | 77,47                                               | 124,67                                              | 77 | KY-595 (Walnut Meadow Pike), vers KY-956 – Berea, Bighill, Kirksville                                         | Accès au Kentucky Artisan Center |
| Richmond                                                   | 82,83                                               | 133,31                                              | 83 | KY-2872 (Duncannon Ln.), vers US-25 – Kingston, Richmond                                                      | |
| Richmond                                                   | 87,15                                               | 140,25                                              | 87 | KY-876 (Eastern Bypass) – Lancaster, Richmond, Kirksville                                                     | |
| Richmond                                                   | 89,83                                               | 144,57                                              | 90AB | US-25, US-421 (Robert R. Martin Bypass) – Richmond, Irvine, Beattyville                                       | Sortie numérotée 90A (direction est) et 90B (direction ouest) en direction Nord                                                             |
| Richmond                                                   | 94,72                                               | 152,43                                              | 95 | KY-627 (Boonesborough Rd.) – Boonesboro, Winchester, Ford                                                     | |
| Richmond                                                   | 97,04                                               | 156,17                                              | 97 | US-25 sud, US-421 sud (Lexington Rd.) – Richmond, Clays Ferry                                                 | Extrémité sud du chevauchement avec les U.S. Route 25 et 421                                                                                |
| Richmond                                                   | 97,70                                               | 157,20                                              | Traversée de la rivière Kentucky sur le pont Clays Ferry                                                      | Traversée de la rivière Kentucky sur le pont Clays Ferry                                                      | Traversée de la rivière Kentucky sur le pont Clays Ferry                                                                                    |
| Lexington                                                  | 98,52                                               | 158,55                                              | 99 | US-25 nord, US-421 nord (Old Richmond Rd.) – Lexington, Clays Ferry                                           | Extrémité nord du chevauchement avec les U.S. Route 25 et 421                                                                               |
| Lexington                                                  | 103,89                                              | 167,20                                              | 104 | KY-418 (Athens-Boonesborough Rd.) – Lexington, Athens, Locust Grove, Boonesborough                            | Accès au Boone Station |
| Lexington                                                  | 108,25                                              | 174,21                                              | 108 | KY-1425 (Man o'War Blvd.) – Lexington                                                                         | Aucune signalisation pour la KY-1425 |
| Lexington                                                  | 109,68                                              | 176,51                                              | 110 | US-60 (Winchester Rd.) – Lexington Centre-Ville, Winchester                                                   | Principal accès au centre-ville de Lexington en direction nord                                                                              |
| Lexington                                                  | 110,83                                              | 178,36                                              | 111 | I-64 est – Mount Sterling, Ashland, Huntington (WV), Charleston (WV)                                          | Extrémité sud du chevauchement avec l'Interstate 64; Sortie 81 de la I-64                                                                   |
| Lexington                                                  | 112,84                                              | 181,59                                              | 113 | US-27, US-68 (Paris Pkwy., Broadway) – Lexington, Paris, Maysville                                            | |
| Lexington                                                  | 115,23                                              | 185,43                                              | 115 | KY-922, vers Bluegrass Pkwy. – Lexington Centre-Ville, Aéroport Blue Grass de Lexington                       | Principal accès au centre-ville de Lexington en direction sud                                                                               |
| Lexington                                                  | 117,67                                              | 189,36                                              | 118 | I-64 ouest – Frankfort, Louisville, St. Louis                                                                 | Extrémité nord du chevauchement avec l'Interstate 64; Sortie 75 de la I-64                                                                  |
| Lexington                                                  | 119,87                                              | 192,92                                              | 120 | KY-1973 (Iron Works Pike), vers US-25 – Lexington, Georgetown                                                 | |
| Georgetown                                                 | 124,87                                              | 200,96                                              | 125 | US-460 (Paris Pike) – Georgetown, Paris, Frankfort                                                            | Sortie direction nord et entrée direction sud seulement                                                                                     |
| Georgetown                                                 | 125,53                                              | 202,02                                              | 126 | US-62 (Cherry Blossom Way) – Georgetown, Oxford, Cynthiana                                                    | |
| Georgetown                                                 | 126,76                                              | 204,01                                              | 127 | KY-3552 (Lexus Way)                                                                                           | Accès au Toyota Motor Manufacturing |
| Georgetown                                                 | 129,20                                              | 207,93                                              | 129 | KY-620 (Cherry Blossom Way), vers US-25 – Georgetown                                                          | |
| Sadieville                                                 | 136,47                                              | 219,62                                              | 136 | KY-32 (Porter Rd.), vers US-25 – Sadieville, Davis                                                            | |
| Corinth                                                    | 144,44                                              | 232,46                                              | 144 | KY-330 (Owenton Rd.) – Corinth, Owenton, New Columbus, Monterey                                               | |
| Williamstown                                               | 154,18                                              | 248,12                                              | 154 | KY-36, vers US-25 – Williamstown, Jonesville, Falmouth                                                        | |
| Williamstown                                               | 155,77                                              | 250,69                                              | 156 | KY-1560 (Barnes Rd.) – Williamstown                                                                           | |
| Dry Ridge                                                  | 158,54                                              | 255,15                                              | 159 | KY-22, KY-467 (Broadway St.) – Dry Ridge, Owenton, Holbrook, Sherman                                          | |
| Crittenden                                                 | 165,90                                              | 266,99                                              | 166 | KY-491 (Violet Rd.) – Crittenden, Verona                                                                      | |
| Walton                                                     | 171,38                                              | 275,81                                              | 171 | KY-14, KY-16 (Mary Grubbs Hwy.), vers US-25 – Walton, Bracht, Verona                                          | |
| Walton                                                     | 173,53                                              | 279,27                                              | 173 | I-71 sud – Louisville                                                                                         | Extrémité sud du chevauchement avec l'Interstate 71; Sortie 77 de la I-71                                                                   |
| Union                                                      | 175,39                                              | 282,27                                              | 175 | KY-338 (Richwood Dr.), vers US-25 – Richwood, Union, Beaverlick                                               | |
| Union                                                      | 178,02                                              | 286,49                                              | 178 | KY-536 (Mount Zion Rd.) – Union, Richwood, Independence, Alexandria                                           | |
| Florence                                                   | 180,45                                              | 290,41                                              | 180 | US-42, US-127 – Florence, Union                                                                               | |
| Florence                                                   | 180,46                                              | 290,43                                              | 180A | Mall Rd. | Aucune sortie direction nord; Accès au Florence Mall                                                                                        |
| Florence                                                   | 181,18                                              | 291,58                                              | 181 | KY-18 (Burlington Pike) – Florence, Burlington, Limaburg                                                      | |
| Florence                                                   | 182,38                                              | 293,51                                              | 182 | KY-1017, KY-842 (Turfway Rd.) – Florence                                                                      | |
| Erlanger                                                   | 183,69                                              | 295,61                                              | 184AB | KY-236 (Commonwwealth Ave., Donaldson Hwy.) – Erlanger, Crestview Hills                                       | Sortie numérotée 184A (Est) et 184B (Ouest) en direction sud                                                                                |
| Erlanger                                                   | 184,71                                              | 297,26                                              | 185 | I-275 – Aéroport de Cincinnati/Nord du Kentucky, Banlieues de Cincinnati                                      | Sortie 84 de la I-275; Accès à l'Indiana et à l'Ohio                                                                                        |
| Fort Mitchell                                              | 186,27                                              | 299,78                                              | 186 | KY-371 (Buttermilk Pike) – Crescent Springs, Villa Hills, Fort Mitchell                                       | |
| Fort Mitchell                                              | 187,79                                              | 302,03                                              | 188 | US-25, US-42, US-127 (Dixie Hwy.) – Fort Mitchell, Fort Wright                                                | |
| Fort Wright                                                | 188,59                                              | 303,50                                              | 189 | KY-1072 (Kyles Ln.) – Fort Wright, Park Hills, Bromley                                                        | En direction nord, début de la descente vers la rivière Ohio                                                                                |
| Covington                                                  | 190,45                                              | 306,50                                              | 191 | US-25, US-42, US-127 (Pike St.), 12th St., MArtin Luther King Jr. Blvd. – Covington                           | |
| Covington                                                  | 191,13                                              | 307,60                                              | 192 | KY-8 (5th St.) – Covington, Newport, Bellevue, Dayton, Fort Thomas                                            | Aucune signalisation pour la KY-8; Dernière sortie au Kentucky direction nord; En direction sud, début de la montée hors de la rivière Ohio |
| Rivière OhioFrontière Kentucky-Ohio                        | 191,37-191,78                                       | 307,97-308,64                                       | Traversée de la rivière Ohio I-71 nord, I-75 nord – Cincinnati Centre-Ville, Columbus (OH), Cleveland, Dayton | Traversée de la rivière Ohio I-71 nord, I-75 nord – Cincinnati Centre-Ville, Columbus (OH), Cleveland, Dayton | Extrémité nord des interstates 71 et 75 au Kentucky; Poursuite du chevauchement en Ohio; Pont Brent Spence                                  |
| - Échangeur Incomplet - Chevauchement - Pont / Cours d'eau |                                                     |                                                     | | | |

## Liste des villes traversées
- Saxton
- Pleasant View
- Emlyn
- Williamsburg
- Gold Bug
- Corbin
- North Corbin
- London
- Pittsburg
- Mount Vernon
- Renfro Valley
- Conway
- Boone
- Berea
- Richmond
- Clays Ferry
- Lexington
- Georgetown
- Corinth
- Mason
- Williamstown
- Dry Ridge
- Sherman
- Crittenden
- Bracht
- Walton
- Richwood
- Florence
- Union
- Elsmere
- Erlanger
- Crescent Springs
- Fort Mitchell
- Fort Wright
- Park Hills
- Covington